# Bertone Genesis
El Bertone Genesis o, a veces, también llamado Lamborghini Genesis, es un prototipo de automóvil diseñado por Bertone utilizando piezas de Lamborghini. En primer lugar, se mostró al público en el Salón del Automóvil de Turín de 1988. 
Por lo general, parece un monovolumen futurista con puertas de ala de gaviota en la parte frontal y puertas correderas en la parte trasera. Tiene el mismo motor V12 de 455 CV (339 kW) que utiliza el Lamborghini Countach 5000 QV, y tiene acoplada una transmisión automática de 3 velocidades. Su motor está montado en posición delantera y la tracción es trasera. Si bien, había terminado recientemente la producción del LM002, liberando el espacio potencial de montaje para el Genesis, o un vehículo como este, el Genesis nunca intentó realmente ir más allá de ser un proyecto de coche de estudio para la demostración.